# Ernst Veenemans
Ernst Veenemans   (Haarlem, 18 de març de 1940 - Laren, 2 d'octubre de 2017) fou un remer neerlandès que va competir durant les dècades de 1950 i 1960. Era germà del també remer Paul Veenemans.
El 1960 va prendre part en els Jocs Olímpics d'Estiu de Roma, on quedà eliminada en sèries en la prova del dos sense timoner del programa de rem. Quatre anys més tard, als Jocs de Tòquio, guanyà la medalla de plata en la mateixa prova, fent parella amb Steven Blaisse.
En el seu palmarès també destaquen dues medalles al Campionat d'Europa de rem, d'or el 1964 i de bronze 1961, en ambdós casos en el dos sense timoner.